# تیک نات هان
تیک نات هان (‎/ˈtɪk ˈnjʌt ˈhʌn/‎؛ با نام اصلی Nguyễn Đình Lang (۱۱ اکتبر ۱۹۲۶ – ۲۲ ژانویهٔ ۲۰۲۲) راهب بودایی، نویسنده و فعال صلح ویتنامی و بنیانگذار سنت دهکده آلو (به انگلیسی: Plum Village Tradition) بود. او در نهضت صلح فعال بود و راه حل‌های غیر خشونت‌آمیز درگیری را ترویج می‌کرد. وی همچنین گیاهخوار بود و از مصرف فراورده‌های حیوانی خودداری می‌کرد.

## کنشگری ضد جنگ
تیک نات هان در دهه ۱۹۶۰ میلادی پس از مخالفت با جنگ، از ویتنام اخراج شد. او در دوران تبعید مدتی در فرانسه زندگی کرد و در این ایام چندین صومعه و مراقبه در سرار جهان بنا نهاد. تیک نات هان در دیدار با مارتین لوتر کینگ او را قانع کرد که علیه جنگ ویتنام صحبت کند. مارتین لوتر کینگ، تیک نات هان را نامزد دریافت جایزه صلح نوبل کرد و او را «حواری صلح و غیر خشونت» خواند.دولت کمونیستی ویتنام در سال ۲۰۰۹ با تعطیلی مرکز ذن او در لام دونگ محدودیت‌هایی برای فعالیت‌های تیک نات هان ایجاد کرد. اما در سال ۲۰۰۵ به او اجازه داد به کشورش برگردد و از سال ۲۰۱۸ او روزهای پایانی زندگی‌اش را در معبد تو هیه‌ئو گذراند.

## یادگیری از رنج کشیدن
تیک نات هان در سال ۲۰۱۳ گفته بود «یادمی‌گیرید که چطور رنج بکشید. اگر بلد باشید رنج بکشید خیلی خیلی کمتر رنج می‌برید. و سپس می‌فهمید که چطور از رنج برای ایجاد شادی و خوشحالی به خوبی استفاده کنید.» به گفته او «هنر شادی و رنج همیشه در کنار یکدیگر هستند.»

## نویسندگی
تیک نات هان بیش از ۱۰۰ کتاب از جمله بیش از ۷۰ کتاب به زبان انگلیسی منتشر کرده‌بود. آخرین کتاب او در اکتبر ۲۰۲۱ منتشر شد.

## ترجمه آثار به فارسی
بعضی آثار او به فارسی هم ترجمه شده‌اند، مانند نامه عاشقانه به زمین (۱۳۹۸) که دغدغه‌های زیست‌محیطی را با مراقبه و هشیاری ترکیب می‌کند. همچنین کتاب نیلوفر و مرداب نیز به فارسی ترجمه شده است.
کتاب هنر زندگی کردن نیز توسط حسین ٱرا ترجمه و در تاریخ مرداد ۱۴۰۴ توسط نشر مون منتشر شد؛ متن درباره‌ی کتاب:
«اینجا باش! نه در بُعد مکان، که در بُعد زمان. اینجا، این لحظه، نور است و شفا. درست از لحظه‌ای که متوجه می‌شوید رها کردن همان شفاست، از همان نقطه که هنر رنج کشیدن را می‌آموزید، وقتی می‌فهمید برای خود و جهان پیرامونتان کافی هستید، و به‌محض اینکه درمی‌یابید در همین لحظه به‌اندازۀ کافی دارید، درست از همان دم خوشبختی واقعی ممکن می‌شود. نگاه کردن به درون خود به ما کمک می‌کند شادی، درک و عشق ایجاد کنیم تا بتوانیم در هر لحظه از زندگی، درست در جایی که هستیم، عمیقاً زندگی کنیم.»

## درگذشت
تیک نات هان در ۲۲ ژانویه ۲۰۲۲ درگذشت.
سازمان دهکده آلو در توئیتر از باورمندان به او خواست تا یاد او را در دل‌های خود زنده نگه دارند. برنیس دختر مارتین لوتر کینگ پس از اعلام خبر درگذشت تیک نات هان عکسی از او را با مارتین لوتر کینگ در توئیتر منتشر کرد.